# Anapausis pollicata
Anapausis pollicata is een muggensoort uit de familie van de Scatopsidae. De wetenschappelijke naam van de soort is voor het eerst geldig gepubliceerd in 1999 door Chandler.